# Ben Hall (Fußballspieler, 1879)
Benjamin „Ben“ Hall (* 6. März 1879 in Ecclesfield; † 18. Juli 1963 in Leicester) war ein englischer Fußballspieler und -trainer. Hall bestritt zwischen 1900 und 1912 insgesamt 298 Partien in der Football League für Grimsby Town, Derby County und Leicester Fosse. In der Spielzeit 1920/21 war er Cheftrainer der Bristol Rovers.

## Karriere
Hall entstammte einer Fußballerfamilie, aus der mit Ellis, Fretwell und Harry auch drei seiner Brüder Profifußballer wurden. Hall kam im September 1900 auf Empfehlung des Grimsby-Spielers Bill Hemingfield zu Grimsby Town und erhielt im Januar 1901 einen Profivertrag. In seinen ersten Spielen für den Zweitdivisionär spielte er auf verschiedenen Stürmerpositionen, zumeist als rechter Halbstürmer, und trug mit zwei Toren in sieben Einsätzen zum Gewinn der Zweitligameisterschaft 1900/01 und dem damit verbundenen Aufstieg in die First Division bei. Nach einigen Einsätzen als Verteidiger und rechter Außenläufer in der Saison 1901/02, etablierte er sich in der Spielzeit 1902/03 als Mittelläufer bei Grimsby Town. Nach dem Abstieg am Saisonende wurde Hall – ebenso wie Torhüter Walter Whittaker – vom Erstdivisionär Derby County verpflichtet, bei denen er den Abgang des irischen Nationalspielers Archie Goodall kompensieren sollte. Hall galt als einer der besten Mittelläufer seiner Zeit und bestach insbesondere mit seiner Ballkontrolle und Passfertigkeit. Hall hatte einen Ruf als „vornehmer“ Spieler, der weniger auf Muskelkraft als auf seine Fertigkeiten setzte. Sowohl bei den Zuschauern als auch bei den Mitspielern von Derby County war er beliebt und blieb dem Klub auch nach dem Erstligaabstieg 1907 erhalten.
1911 wechselte er nach 269 Pflichtspieleinsätzen für Derby County innerhalb der Second Division zu Leicester Fosse, hatte zu diesem Zeitpunkt allerdings bereits an Geschwindigkeit eingebüßt und verlor seinen Platz im Team alsbald an den zehn Jahre jüngeren Percy Hanger. Im Anschluss spielte Hall im Non-League football für den FC Hyde und als Spielertrainer für Heywood United (beide Klubs in der Lancashire Combination), bevor er 1913 zum FC South Shields in die North-Eastern League wechselte. Bei South Shields gewann er an der Seite zahlreicher weiterer früherer Football-League-Spieler (u. a. Irvine Thornley, Arthur Bridgett, Shirley Hubbard) 1914 und 1915 in überlegener Manier die Ligameisterschaft, bevor seine Profikarriere durch die Einstellung des regulären Spielbetriebs in Folge der Kriegsgeschehen endete.
Während des Ersten Weltkriegs war Hall in den kriegsbedingten Ersatzwettbewerben regelmäßig für Leicester aktiv (30 Einsätze), trat aber auch unter anderem für Grimsby Town, Nottingham Forest, Huddersfield Town, Lincoln City und Derby County (5 Einsätze) in Erscheinung. Nachdem er bereits bei Grimsby Town und Heywood United als Übungsleiter fungiert hatte, war er in der Saison 1919/20 bei Hednesford Town für den Trainingsbetrieb zuständig.
1920 war Hall für eine Saison erster Vollzeit-Manager der Bristol Rovers, die in der neu geschaffenen Football League Third Division spielten. In einer von zahlreichen Verletzungen überschatteten Saison belegte er am Ende Rang 10 mit dem Team. Von 1929 bis 1931 war er als hauptverantwortlicher Trainer bei Loughborough Corinthians in der Midland League tätig. Zeitweise trug er mit einer Kolumne zur lokalen Zeitung Leicester Mail bei und war ab 1935 als Trainer beim regionalen Fußballverband 	Leicestershire Football Association aktiv. Nach dem Zweiten Weltkrieg war er immer noch dem Fußball verbunden und scoutete für Southend United.